# بیل اوونز
بیل اوونز (انگلیسی: Bill Owens؛ زادهٔ ۲۵ سپتامبر ۱۹۳۸) عکاس، عکاس خبری، و روزنامه‌نگار اهل ایالات متحده آمریکا است.
او در سال ۱۹۷۶ برندهٔ کمک‌هزینهٔ گوگنهایم شد.